# Rhein-Flugzeugbau Sirius
Die Rhein-Flugzeugbau Sirius war ein Motorsegler des bundesdeutschen Herstellers Rhein-Flugzeugbau GmbH. Die Besonderheit lag in dem verwendeten Antrieb durch zwei Wankelmotoren, die gemeinsam einen integrierten Mantelpropeller antrieben.

## Geschichte
Anknüpfend an die Entwicklung des Channelwing-Flugzeugs Rhein-Flugzeugbau RF-1 von 1960 führte Rhein-Flugzeugbau (RFB) ab Mitte der 1960er-Jahre umfangreiche Grundlagenuntersuchungen zum Antrieb mittels eines im Rumpf integrierten Mantelpropellers, auch als Mantelschraube bezeichnet, durch. Maßgebend für die Entwicklungen waren hierbei der Technische Leiter von RFB Hanno Fischer und Hans Aichert von der Universität Stuttgart. Aichert beschäftigte sich mit der Auslegung des Mantelschraubenantriebs, während Hanno Fischer die Integration des Mantelschraubenantriebs im Flugzeug betrachtete. Um Mantelschraubenantriebe sowohl bei hoher als auch niedriger Geschwindigkeit einsetzen zu können, entwickelte Aichert u. a. einen Vorring, der sich abhängig vom Druckverlauf öffnete oder schloss. Bei der Frage der Anordnung des Mantelschraubenantriebs im Flugzeug entschied sich Fischer, wie bei der RW-3 und RF-1 für eine Druckpropeller-Lösung, um Strahlverluste beim Anblasen des Rumpfs und der Flügelanschlüsse zu vermeiden. Fischer untersuchte auch verschiedene Rumpfformen der vor dem Mantelschraubenantrieb liegenden Kabine und verschiedene Flügelanordnungen. Die Ergebnisse dieser Untersuchungen fasste Fischer in seinem Patent DE1506089A1 „Flugzeug, insbesondere Motor-Segelflugzeug, mit Luftschraubenantrieb“ im Oktober 1966 zusammen.

## Konstruktion und Erprobung
Der Sirius war ein Erprobungsträger und wurde konstruktiv insbesondere im Bereich der Mantelschraube und des Antriebs mehrfach erheblich verändert. Zum Vergleich hoch- und tiefliegender Höhenleitwerksflächen entstand in 70er Jahren ein zweiter Sirius-Erprobungsträger Sirius II.
Sirius I
Zur Erprobung entstand 1969 bei Rhein-Flugzeugbau ein Erprobungsträger unter der Bezeichnung Rhein-Flugzeugbau Sirius. Statt einer kompletten Neukonstruktion griff Fischer beim Bau des Versuchsträgers auf den Ganzmetallsegler FK.3 des RFB-Mutterunternehmens VFW-Fokker zurück, der von Otto Funk entworfen wurde und im April 1968 erstmals in Speyer geflogen war. Flügel und Heck wurden unverändert von der FK.3 übernommen. Hinter das Cockpit wurde ein Motorraum für 48 PS starken, luftgekühlten Nelson-Zweitaktmotor und die Mantelschraube eingesetzt. Der Sirius-Versuchsträger erhielt die Zulassung D-KIFB und wurde im Mai 1969 erstmals von Hanno Fischer in Mönchengladbach geflogen. Nach dem Erstflug erfolgte noch im gleichen Monat die Umrüstung auf zwei Fichtel und Sachs Wankelmotore mit jeweils 20 PS. In dieser Konfiguration wurde der Sirius auf dem Pariser Aero Salon 1969 der Öffentlichkeit vorgestellt. Der später als Sirius I bezeichnete erste Erprobungsträger wurde 1969 und 1970 einer intensiven Erprobung unterzogen, in deren Verlauf die Integration des Mantelschraube mehrfach verändert wurde.
Sirius II
Ab 1971 beschäftigte sich Fischer mit den Auswirkungen des Strahlstroms auf das Leitwerk. Zum Vergleich hoch- und tiefliegender Höhenflossen entstand 1971 ein zweiter Versuchsträger unter der Bezeichnung Sirius II auf Basis einer zweisitzigen Caproni-Vizzola A-21 Calif. Durch die beiden nebeneinander angeordneten Sitze konnte mit der A-21 gleichzeitig die Auswirkung breiter Kabinenrümpfe auf den Mantelschraubenantrieb getestet werden.
Als Antrieb erhielt der Sirius II zwei 30 PS starke Wankelmotore. Der erste der beiden für den Antrieb verwendeten Kreiskolbenmotoren lag vor dem Rotor des Mantelpropellers, während der nur aus einer Scheibe mit eigenem Vergaser bestehende zweite Motor hinter dem ersten Motor angeordnet war. Die Zündung erfolgte durch den zweiten Zündkreis des vorderen Motors. Dadurch sollte verhindert werden, dass aus Zündungsgründen ein totaler Motorausfall eintritt. Bei Versagen eines Zündkreises wurde lediglich die Leistung halbiert, ein Weiterflug ohne Höhenverlust war mit maximal 110 km/h noch möglich.
Als Besonderheit des integrierten Mantelschraubenantriebs gelten die Flugeigenschaften, die denen eines Strahlflugzeugs nahekommen sollen. Der Beschleunigungsverlauf ist dem eines Jets ähnlich, es wird zudem kein Drehmoment um die Hochachse erzeugt und die Ruder bleiben frei von Propellerstrahleinflüssen.
Die Maschine (Kennzeichen D-KAFB) startete am 18. Januar 1972 vom RFB-Werksflugplatz in Mönchengladbach zu ihrem Erstflug.

## Ausstellungen und Verbleib
Im Mai 1972 wurde der Sirius II auf der ILA 1972 in Hannover der Öffentlichkeit präsentiert. Auf der Farnborough Air Show 1972 wurde der Sirius II auf Kennblättern des RFB-Tochterunternehmens Sportavia-Pützer angeboten. Zu einer Serienaufnahme des Sirius II bei der auf Holzbauweise spezialisierten Sportavia kam es allerdings nicht. Die beiden Sirius-Versuchsträger blieben Einzelstücke, die kurze Zeit später in Mönchengladbach eingelagert wurden. Bereits auf der ILA 1972 in Hannover kündigte RFB den Folgeentwurf eines Motorflugzeugs mit Mantelschraubenantrieb unter der Bezeichnung AWI-II an, dem späteren Rhein-Flugzeugbau Fanliner. Die Mantelschraube nach dem Prinzip Aichert wurde von RFB später noch im Rahmen des Schubgestells SG verwendet.

## Technische Daten
| Kenngröße              | Sirius I       | Sirius II                            |
| ---------------------- | -------------- | ------------------------------------ |
| Besatzung              | 1              | 2                                    |
| Länge                  | 7,35 m         | 8,04 m                               |
| Spannweite             | 17,54 m        | 20,38 m                              |
| Höhe                   | 1,80 m         | 1,80 m                               |
| Flügelfläche           | 13,80 m²       | 16,10 m²                             |
| Flügelstreckung        |                | 25,80                                |
| Gleitzahl              |                | 40                                   |
| max. Startmasse        | 460 kg         | 690 kg                               |
| Mindestgeschwindigkeit |                | 72 km/h                              |
| Höchstgeschwindigkeit  | 250 km/h       | 270 km/h                             |
| Steiggeschwindigkeit   |                | 2,0 m/s                              |
| Startrollstrecke       |                | 200 m                                |
| Reichweite             | 250 km         | 270 km                               |
| Triebwerke             | 1 Nelson 48 PS | 2 Wankelmotoren mit je 22 kW (30 PS) |